# 109879 Letelier
109879 Letelier este o planetă minoră (asteroid), cu un diametru de 1,779 km, din centura de asteroizi. A fost descoperită pe 16 septembrie 2001 la Fountain Hills Observatory⁠(d) de Charles W. Juels⁠(d). 
Obiectul prezintă o orbită caracterizată de o semiaxă mare de 2,4900356682961 UAi, o excentricitate de 0,21, o înclinație de 5,8 ° în raport cu ecliptica.